# Kirker i Københavns Amt (før 1970)
Københavns Amt bestod oprindeligt af Sokkelund og Smørum Herreder, samt en del af Ølstykke Herred (som i 1800 blev lagt til Frederiksborg Amt). 
I 1808 blev det hidtidige Roskilde Amt lagt under Københavns Amt, men de blev skilt ad igen ved Kommunalreformen 1970.

## Smørum Herred
- Avedøre Kirke i Avedøre Sogn
- Ballerup Kirke i Ballerup Sogn
- Brøndby Strand Kirke i Brøndby Strand Sogn
- Brøndbyvester Kirke i Brøndbyvester Sogn
- Brøndbyøster Kirke i Brøndbyøster Sogn
- Glostrup Kirke i Glostrup Sogn
- Ansgarkirken i Hedehusene Sogn
- Herstedvester Kirke i Herstedvester Sogn
- Birkelund Kirke i Herstedvester Sogn
- Hareskov Kirke i Hareskov Sogn
- Herstedøster Kirke i Herstedøster Sogn
- Høje Tåstrup Kirke i Høje Tåstrup Sogn
- Ishøj Kirke i Ishøj Sogn
- Ledøje Kirke i Ledøje Sogn
- Måløv Kirke i Måløv Sogn
- Nygårdskirken i Brøndbyøster Sogn, Nygårds Sogn
- Opstandelseskirken i Opstandelseskirkens Sogn
- Holsbjerg Kirke i Opstandelseskirkens Sogn
- Vestkirken i Pederstrup Sogn
- Hedegårdskirken i Pederstrup Sogn
- Rønnevang Kirke i Rønnevang Sogn
- Sengeløse Kirke i Sengeløse Sogn
- Skovlunde Kirke i Skovlunde Sogn
- Skovvejskirken i Ballerup Sogn
- Smørum Kirke i Smørum Sogn
- Torslunde Kirke i Torslunde Sogn
- Taastrup Nykirke i Tåstrup Nykirke Sogn
- Vallensbæk Kirke i Vallensbæk Sogn
- Vejleå Kirke i Ishøj Sogn
- Værløse Kirke i Værløse Sogn
- Kirke Værløse Kirke i Værløse Sogn
- Østervangkirken i Glostrup Sogn

## Sokkelund Herred

### Amagerbro Provsti
- Allehelgens Kirke
- Christians Kirke
- Filips Kirke
- Hans Tausens Kirke – Islands Brygges Sogn
- Nathanaels Kirke
- Simon Peters Kirke
- Sundby Kirke
- Sundkirken
- Vor Frelsers Kirke

### Amagerland Provsti
- Højdevangskirken
- Solvang Kirke
- Tårnby Kirke
- Kastrup Kirke
- Skelgårdskirken
- Korsvejskirken
- Dragør Kirke
- Store Magleby Kirke

### Bispebjerg-Brønshøj Provsti
- Ansgar Kirke
- Bellahøj Kirke
- Grundtvigs Kirke Bispebjerg Sogn
- Brønshøj Kirke
- Emdrup Kirke
- Husum Kirke
- Husumvold Kirke
- Kapernaumskirken
- Tagensbo Kirke
- Tingbjerg Kirke
- Utterslev Kirke

### Frederiksberg Provsti
- Flintholm Kirke
- Frederiksberg Kirke
- Frederiksberg Hospitalskirke i Godthaabs Sogn
- Frederiksberg Slotskirke
- Godthaabskirken
- Lindevang Kirke
- Mariendals Kirke
- Sankt Lukas Kirke
- Sankt Markus Kirke
- Sankt Thomas Kirke
- De Døves Kirke – Sankt Thomas Sogn
- Solbjerg Kirke

### Gentofte Provsti
- Dyssegårdskirken i Dyssegård Sogn
- Gentofte Kirke i Gentofte Sogn
- Hellerup Kirke i Hellerup Sogn
- Helleruplund Kirke i Helleruplund Sogn
- Jægersborg Kirke i Jægersborg Sogn
- Messiaskirken i Maglegårds Sogn
- Ordrup Kirke i Ordrup Sogn
- Sankt Lukasstiftelsens Kirke i Helleruplund Sogn
- Skovshoved Kirke i Skovshoved Sogn
- Vangede Kirke i Vangede Sogn

### Gladsaxe-Herlev Provsti
- Bagsværd Kirke i Bagsværd Sogn
- Birkholm Kirkesal i Lindehøj Sogn
- Buddinge Kirke i Buddinge Sogn
- Gladsaxe Kirke i Gladsaxe Sogn
- Haraldskirken i Haralds Sogn
- Herlev Kirke i Herlev Sogn
- Lindehøj Kirke i Lindehøj Sogn
- Mørkhøj Kirke i Mørkhøj Sogn
- Præstebro Kirke i Præstebro Sogn
- Stengård Kirke i Stengård Sogn
- Søborg Kirke i Søborggård Sogn
- Søborgmagle Kirke i Søborgmagle Sogn

### Holmens Provsti
- Frederiks Kirke
- Garnisons Kirke
- Holmens Kirke
- Christiansborg Slotskirke – Holmens Sogn
- Kastels Kirke
- Sankt Pauls Kirke
- Sømandskirken i Holmens Sogn
- Esajas Kirke – Østervold Sogn

### Kongens Lyngby Provsti
- Christianskirken i Christians Sogn
- Lundtofte Kirke i Lundtofte Sogn
- Lyngby Kirke i Kongens Lyngby Sogn
- Sorgenfri Kirke i Sorgenfri Sogn
- Taarbæk Kirke i Taarbæk Sogn
- Virum Kirke i Virum Sogn

### Nørrebro Provsti
- Anna Kirke
- Bethlehemskirken
- Blågårds Kirke
- Brorsons Kirke i Blågårdens Sogn
- Hellig Kors Kirke – Blågårdens Sogn
- De Gamles Bys Kirke
- Kingos Kirke
- Samuels Kirke
- Sankt Johannes Kirke
- Rigshospitalets Kirke – Sankt Johannes Sogn
- Sankt Stefans Kirke
- Simeons Kirke

### Rudersdal Provsti
- Gammel Holte Kirke i Gammel Holte Sogn
- Holte Kirke i Ny Holte Sogn
- Nærum Kirke i Nærum Sogn
- Søllerød Kirke i Søllerød Sogn
- Vedbæk Kirke i Vedbæk Sogn

### Rødovre-Hvidovre Provsti
- Avedøre Kirke
- Grøndalslund Kirke
- Hendriksholm Kirke
- Hvidovre Kirke
- Islev Kirke
- Maria Magdalene Kirken i Hvidovre Sogn
- Risbjerg Kirke
- Rødovre Kirke
- Strandmarkskirken

### Valby-Vanløse Provsti
- Adventskirken
- Grøndalskirken
- Hyltebjerg Kirke
- Johannes Døbers Kirke
- Margrethekirken
- Timotheus Kirke
- Jesuskirken – Valby Sogn
- Vanløse Kirke
- Vigerslev Kirke
- Aalholm Kirke

### Vesterbro Provsti
- Absalons Kirke
- Apostelkirken
- Eliaskirken
- Enghave Kirke
- Bavnehøj Kirke – Enghave Sogn
- Frederiksholm Kirke – Sydhavn Sogn
- Sjælør Kirke – Sydhavn Sogn
- Gethsemane Kirke
- Kristkirken
- Mariakirken
- Sankt Matthæus Kirke
- Vestre Fængsels Kirke i Enghave Sogn

### Vor Frue Provsti
- Fredens Kirke – Fredens-Nazaret Sogn
- Nazaret Kirke – Fredens-Nazaret Sogn
- Helligåndskirken
- Sankt Andreas Kirke
- Trinitatis Kirke
- Vor Frue Kirke

### Østerbro Provsti
- Taksigelseskirken – Aldersro Sogn
- Davidskirken
- Frihavnskirken
- Hans Egedes Kirke
- Kildevældskirken
- Lundehuskirken Lundehus Sogn
- Luther Kirken – Rosenvænget Sogn
- Sankt Jakobs Kirke
- Sions Kirke

## Roskilde Amt

### Ramsø Herred
- Borup Kirke
- Dåstrup Kirke
- Ejby Kirke
- Gadstrup Kirke
- Højelse Kirke
- Kimmerslev Kirke
- Køge – Boholte Kirke
- Køge – Køge Kirke
- Køge – Ølby Kirke – Højelse Sogn
- Nørre Dalby Kirke
- Rorup Kirke
- Syv Kirke
- Ølsemagle Kirke
- Ørsted Kirke

### Sømme Herred
- Fløng Kirke
- Glim Kirke
- Gundsømagle Kirke
- Hellig Kors Kirke i Jyllinge Sogn
- Herslev Kirke
- Himmelev Kirke
- Hvedstrup Kirke
- Jyllinge Kirke
- Kirkerup Kirke
- Kornerup Kirke
- Roskilde – Vor Frue Kirke – Roskilde Domsogn
- Roskilde – Jakobskirken – Roskilde Søndre Sogn
- Roskilde – Roskilde Domkirke
- Roskilde – Roskilde Kloster Kirke – Himmelev Sogn
- Roskilde – Sankt Jørgensbjerg Kirke
- Roskilde – Sankt Hans Hospitalskirke – Sankt Jørgensbjerg Sogn
- Roskilde – Ødekirken Sankt Ibs Kirke – Sankt Jørgensbjerg Sogn
- Svogerslev Kirke
- Ny Vor Frue Kirke – Vor Frue Sogn
- Ågerup Kirke

### Tune Herred
- Greve Kirke
- Havdrup Kirke
- Hundige Kirke
- Jersie Kirke
- Johanneskirken i Greve Sogn
- Karlslunde Kirke
- Karlslunde Strandkirke
- Karlstrup Kirke
- Kildebrønde Kirke
- Kirke Skensved Kirke
- Mosede Kirke
- Reerslev Kirke (Høje-Taastrup Kommune)
- Snoldelev Kirke
- Solrød Kirke
- Solrød Strandkirke i Solrød Sogn
- Tune Kirke
- Vindinge Kirke (Roskilde Kommune)

### Voldborg Herred
- Allerslev Kirke
- Gershøj Kirke
- Gevninge Kirke
- Hvalsø Kirke
- Kisserup Kirke
- Lyndby Kirke
- Osted Kirke
- Rye Kirke
- Sonnerup Kirke
- Kirke Hyllinge Kirke i Kirke Hyllinge Sogn
- Kirke Saaby Kirke
- Sæby Kirke
- Særløse Kirke